# اجاهون
اجاهون (به لاتین: Adjohoun) یک سکونتگاه مسکونی در بنین است که در استان اومه واقع شده‌است.

## خصوصیات
اجاهون ۳۰۸ کیلومترمربع مساحت و ۶۰٬۹۵۵ نفر جمعیت دارد.